# El Naranjo, Acatepec
El Naranjo är en ort i Mexiko.   Den ligger i kommunen Acatepec och delstaten Guerrero, i den södra delen av landet, 260 km söder om huvudstaden Mexico City. El Naranjo ligger 792 meter över havet och antalet invånare är 346.
Terrängen runt El Naranjo är kuperad åt sydost, men åt nordväst är den bergig. Runt El Naranjo är det ganska tätbefolkat, med 58 invånare per kvadratkilometer. Närmaste större samhälle är Ayutla de los Libres, 19,1 km söder om El Naranjo. I omgivningarna runt El Naranjo växer huvudsakligen savannskog.